# 마리크 이슈타르
마리크 이슈타르(マリク・イシュタール)는 유희왕 듀얼몬스터즈의 등장인물이다.

## 소개
성우 - 이와나가 테츠야 / 변현우 (중후반)
무덤 수호 일족의 인물로, 천년 아이템 중 하나인 천년 로드(지팡이)를 가지고 있다. 역시 어둠의 인격이 존재하며, 중반부의 스토리를 이끄는 인물이다. 주로 사용하는 카드는 [휴머노이드·리바이벌 슬라임](몬스터 카드)이며, 주 사용 덱은 고문 덱이다.